# Ölberggarten
De Ölberggarten (Nederlands:Tuin van de Olijfberg) is een park  in het Duitse Görlitz. In dit park is een replica van de Heilig Grafkerk te vinden. Het park maakt deel uit van een landschapstuin en is onderdeel van een Gesamtkunstwerk.
In de late middeleeuwen en in de barok werden in veel delen van Europa replica's van heilige plaatsen gebouwd. Zo werd in Görlitz tussen 1481 en 1504 het Heilig graf nagebouwd. Het reliëf in het park werd gebruikt om het Heilig graf en haar omgeving, de Olijfberg en Getsemane, na te bootsen. Tegen de heuvel ligt aan de oostzijde een begraafplaats. De ligging van de binnenstad van Görlitz is vergelijkbaar met die van de Oude stad van Jeruzalem. De Lunitz beek, die tussen Heilig Graf en Olijfberg stroomt, komt overeen met de Kidron in Jeruzalem.
In 1913 werd op top van de Olijfberg een crematorium gebouwd. Het daaronder gelegen terrein werd, nadat het als akker, weiland, zandafgraving en vuilnisbelt had gediend, tussen 1923 en 1928 onder een strakketuinarchitectuur heringericht. Fruitbomen en bessenstruiken werden in rastervorm in het gras geplant en er verscheen een rosarium.
Door de opening van een pad in 1999 zijn het Heilig Graf en de Olijfberg met elkaar verbonden. Sinds het 500-jarig jubileum in 2004 is bij een bezoek aan het park een audiogids beschikbaar, waarin de kruiswegstaties worden uitgelegd.

## Afbeeldingen

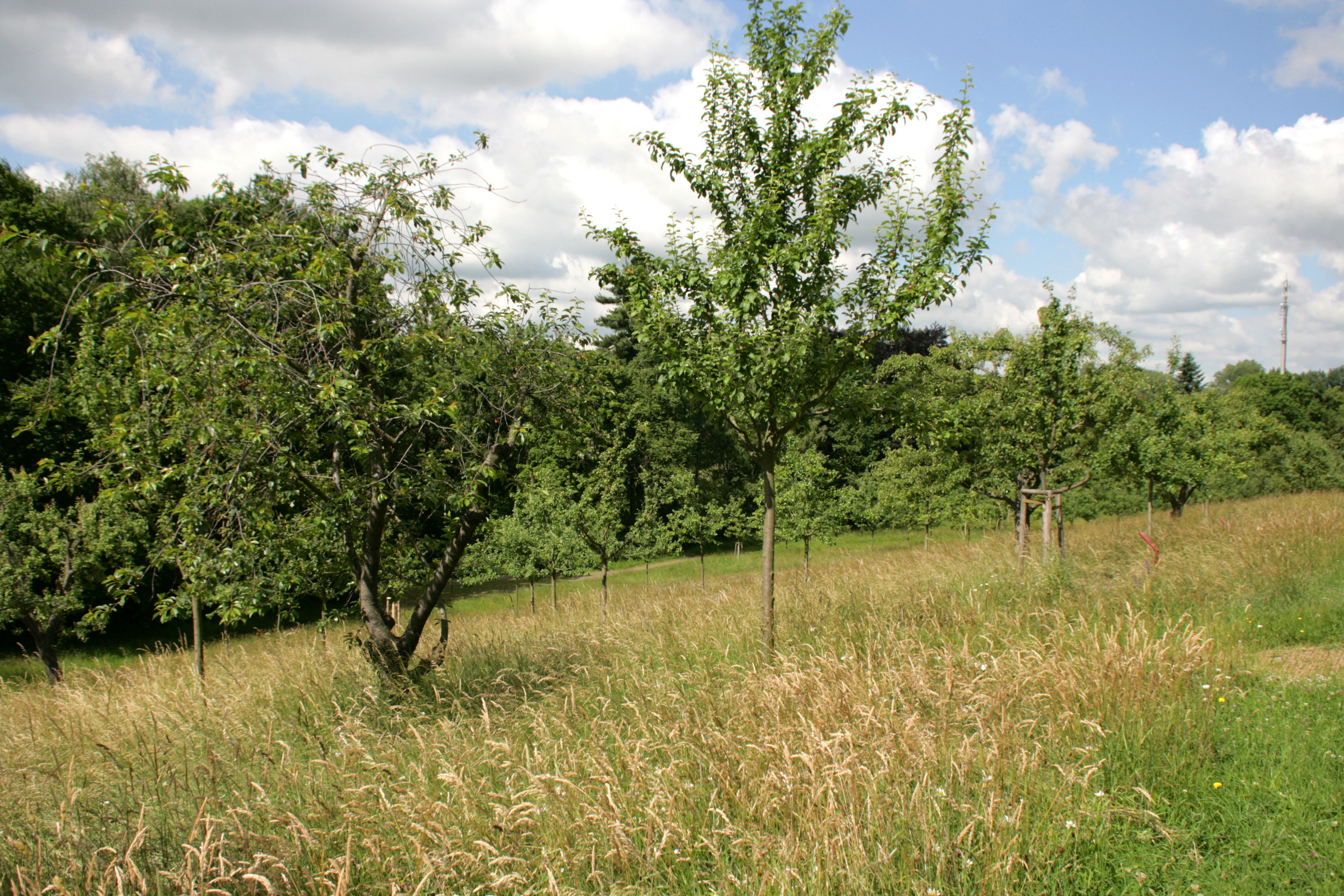
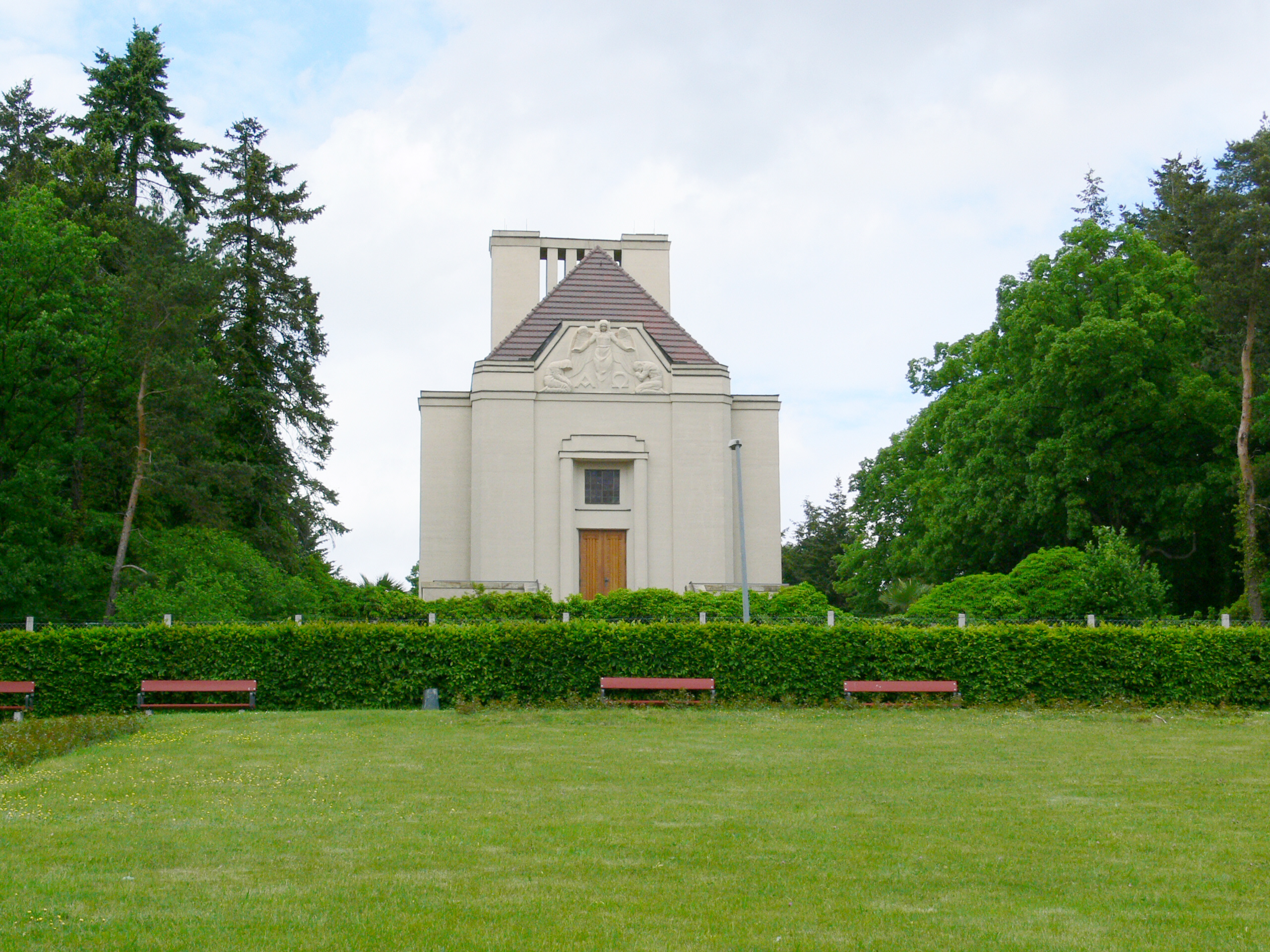
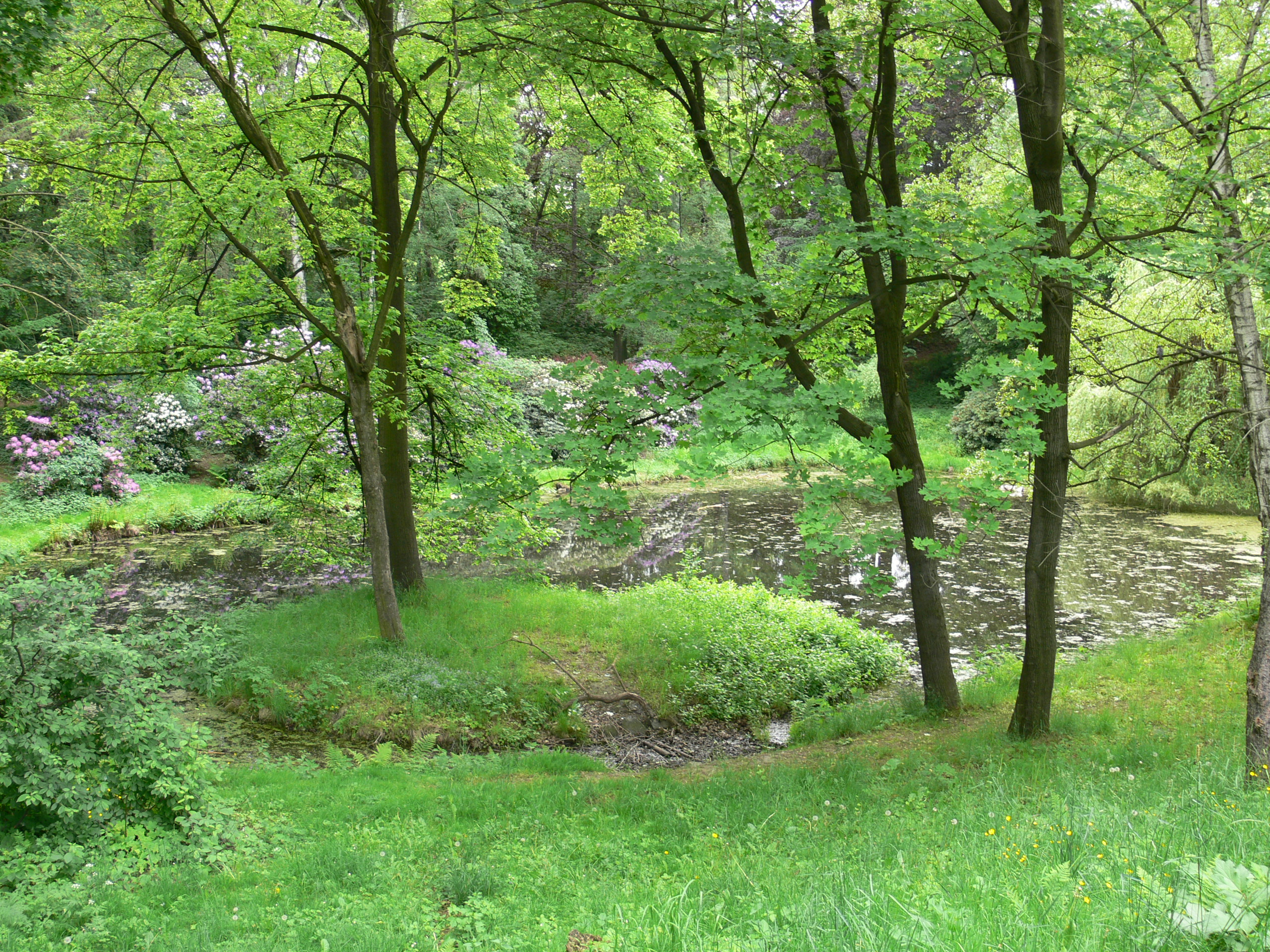
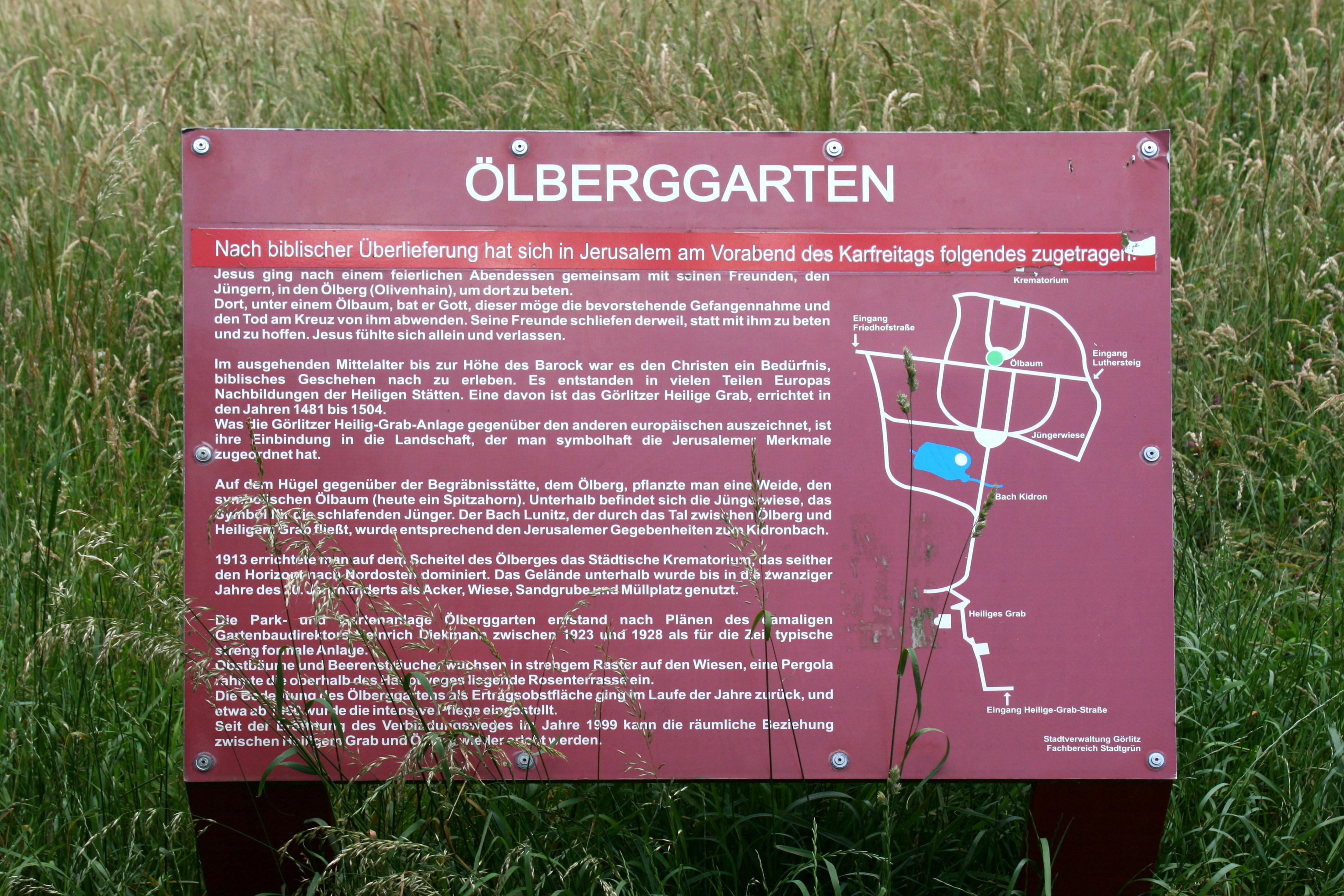